# Gremlins 2 – Det nya gänget
Gremlins 2 – Det nya gänget (engelska: Gremlins 2: The New Batch) är en amerikansk skräckkomedifilm i regi av Joe Dante. Filmen hade biopremiär i USA den 15 juni 1990. Filmen är en uppföljare till Gremlins (1984).

## Handling
Ett par år efter händelserna i den första filmen har Billy och Kate flyttat till New York och arbetar för mediamogulen Daniel Clamp. Gizmos ägare har avlidit och Gizmo själv blivit infångad och förvarad i den högteknologiska byggnaden där Billy och Kate arbetar. Gizmo utsätts för vatten och det blir startskottet för en ny armé av gremlins, som snart tar över byggnaden.

## Om filmen
Filmen är producerad av Steven Spielbergs, Kathleen Kennedys och Frank Marshalls produktionsbolag Amblin Entertainment. Chuck Jones, som även regisserat flera filmer i Looney Tunes-serien, stod för regin för en del av filmen som är med tecknade figurer från den serien.
Figuren Daniel Clamp var inspirerad av Donald Trump och Ted Turner och från början var det tänkt att han skulle vara mera av en skurk.
En romanisering av filmen skrevs av David Bischoff.
När filmen först visades på svenska biografer hade den en översättning av Stig Björkman. I denna översättning kallas filmens genetiska laboratorium för "Statens genvägar".

## Rollista i urval
- Zach Galligan – Billy Peltzer
- Phoebe Cates – Kate Beringer
- John Glover – Daniel Clamp
- Robert Prosky – Grandpa Fred
- Robert Picardo – Forster
- Christopher Lee – doktor Catheter
- Haviland Morris – Marla Bloodstone
- Dick Miller – Murray Futterman
- Jackie Joseph – Sheila Futterman
- Gedde Watanabe – Mr. Katsuji
- Kathleen Freeman – Mikrougns-Marge
- Keye Luke – Mr. Wing
- Don Stanton – Martin, Dr. Catheters assistent
- Dan Stanton – Lewis, Dr. Catheters assistent
- Paul Bartel – teaterchef
- Belinda Balaski – arg mamma
- Kenneth Tobey – biografmaskinist
- Julia Sweeney – Peggy
- John Astin – vaktmästare
- Leonard Maltin – som sig själv
- Hulk Hogan – som sig själv

### Röster
- Howie Mandel – Gizmo
- Tony Randall – Brain Gremlin
- Frank Welker – Mohawk
- Jeff Bergman – Snurre Sprätt, Daffy Anka och Pelle Pigg (Looney Tunes-delen)
- Mark Dodson – Daffy Gremlin, Lenny, George, andra Gremlins, TV-presentatör
- Kirk Thatcher – Gremlins (flera)
- Neil Ross – TV-presentatör
- Joe Dante – Beanie Gremlin, Witch Gremlin

### Fotnoter
1. ↑  ”Gremlins 2” (på engelska). Box Office Mojo. 8 juni 1990. http://www.boxofficemojo.com/movies/?id=gremlins2.htm. Läst 21 september 2016.
2. ↑  Kommentarspår till filmen
3. ↑  Expressen, 13 juli 1990, sid. 45